# Skale Tracker
Skale Tracker（スケールトラッカー）は、bakteryによって開発された、フリーウェアのオーディオモジュールトラッカーである。

## 歴史
このトラッカーソフトウェアはbakteryによってコーディングされ、グラフィックサポートはAwesomeによって行なわれた。
それは元々 FastTracker 3 として早めのアルファ段階でリリースされ、全体の環境ができるだけ FastTracker 2 と同様になるように設計されたが、法律上の理由で改名しなければならなかった。もっとも、デザインとFastTrackerの操作性はほぼそのままだった。
現在のところ、Skale Tracker のすべての開発が中止されている。 開発が中止している間、不完全な状態ではあるがダウンロードのためにまだベータを提供している。

## 機能
ASIO、wavレンダリング、.sf2の読み込み、AKAI-インストゥルメント、MIDI I/O、VST/VSTiに対応している。